# تانغ بن
تانغ بن (بالصينية: 唐宾) هي مجدفة صينية، ولدت في 25 أبريل 1986 في فنغتشنغ في الصين.

## وصلات خارجية
- تانغ بن على موقع الاتحاد الدولي للتجديف (الإنجليزية)
- تانغ بن على موقع اللجنة الأولمبية الدولية (الإنجليزية)
- تانغ بن على موقع أوليمبيديا (الإنجليزية)